# Momordica enneaphylla
Momordica enneaphylla är en gurkväxtart som beskrevs av Célestin Alfred Cogniaux. Momordica enneaphylla ingår i släktet Momordica och familjen gurkväxter. Inga underarter finns listade i Catalogue of Life.